# Phimophis
Phimophis är ett släkte av ormar som ingår i familjen snokar. Släktet tillhör underfamiljen Dipsadinae som ibland listas som familj.
Arterna är med en längd mindre än 75 cm små ormar. De förekommer i Central- och Sydamerika och gräver ofta i lövskiktet eller i det översta jordlagret. Födan utgörs antagligen av ryggradslösa djur. Troligtvis lägger honor ägg. Släktets medlemmar har en uppåt riktad nos.
Arter enligt Catalogue of Life:
- Phimophis chui
- Phimophis guérini
- Phimophis guianensis
- Phimophis iglesiasi
- Phimophis scriptorcibatus
- Phimophis vittatus

The Reptile Database flyttar Phimophis chui, Phimophis iglesiasi och Phimophis scriptorcibatus till släktet Rodriguesophis.